# Castillo de Morés
El castillo de Morés fue un castillo medieval cuyos restos se encuentran situados en el municipio español de Morés en la provincia de Zaragoza.

## Descripción
Se trata de un yacimiento arqueológico con ruinas sobre un cerro en lo alto de la población, y del cual solo resta vestigios de lo que en su día fueron los muros construidos en mampostería que se confunden con el terreno.

## Reseña
El castillo tuvo distintos tenentes de familias ilustres de Aragón hasta que fue destruido por los Urrea, con motivo de la revuelta del conde de Urgel, ya que en ese momento era señorío de Antón de Luna, partidario de Jaime II de Urgel.

## Catalogación
El Castillo de Morés está incluido dentro de la relación de castillos considerados Bienes de Interés Cultural en virtud de lo dispuesto en la disposición adicional segunda de la Ley 3/1999, de 10 de marzo, del Patrimonio Cultural Aragonés. Este listado fue publicado en el Boletín Oficial de Aragón del 22 de mayo de 2006.